# Clinus acuminatus
Clinus acuminatus es una especie de pez del género Clinus, familia Clinidae. Fue descrita científicamente por Bloch & Schneider en 1801.
Se distribuye por el Atlántico Suroriental: Namibia, al oeste de la bahía de Algoa, Sudáfrica. La longitud total (TL) es de 13 centímetros. Habita en áreas submareales.
Está clasificada como una especie marina inofensiva para el ser humano.